# Смерть от смеха

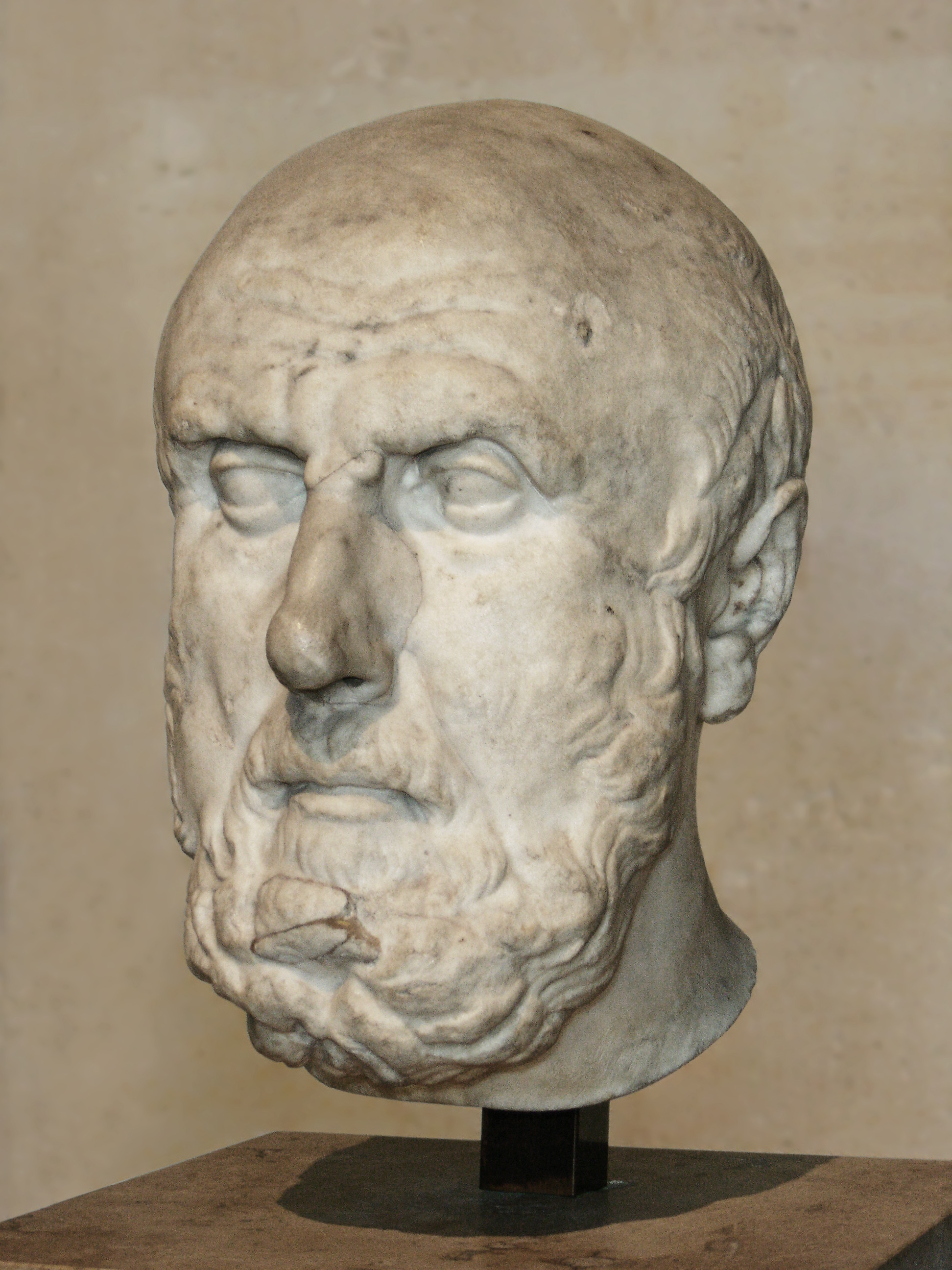
Древнегреческий философ Хрисипп, предположительно умерший от смеха

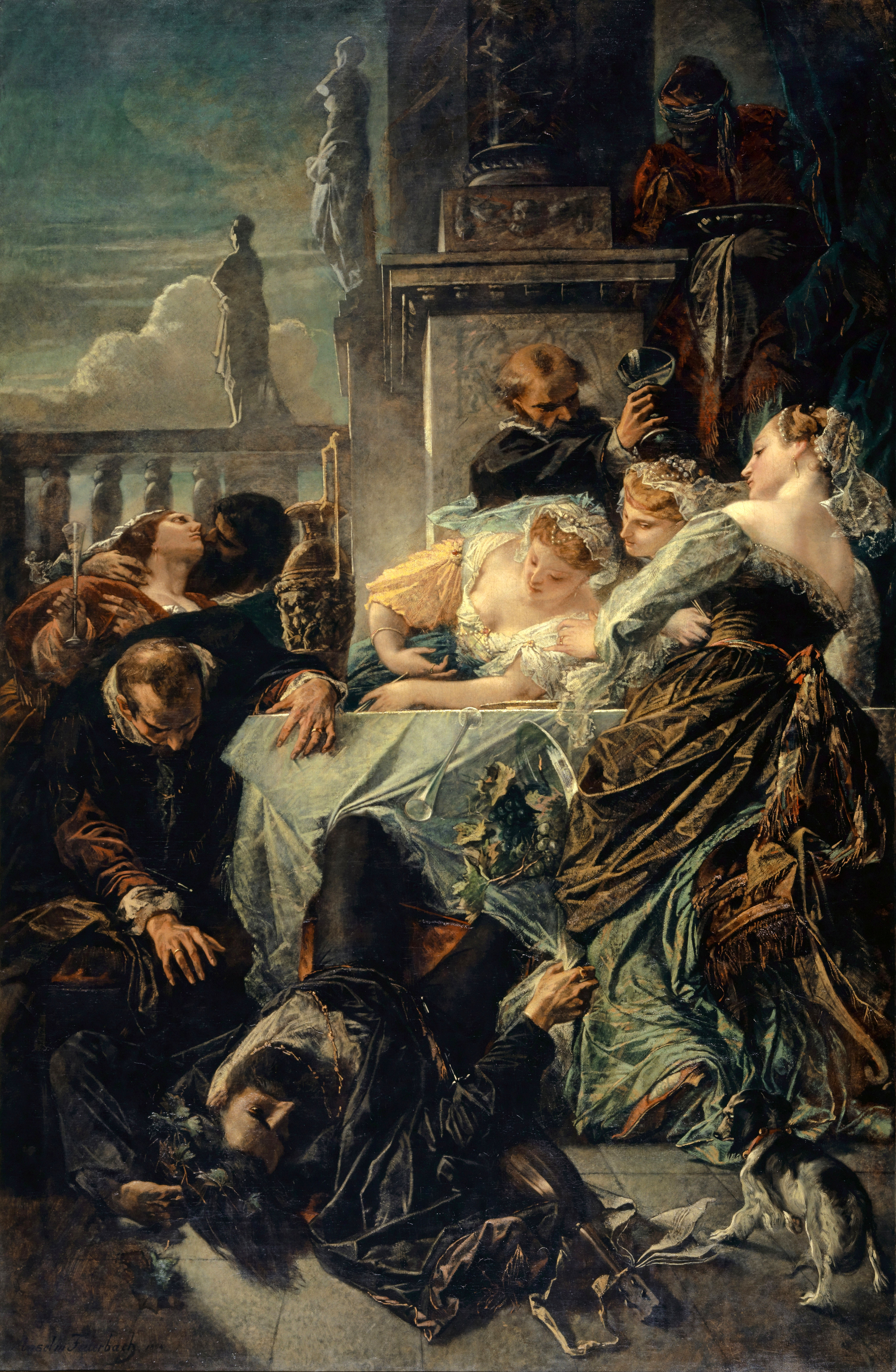
Der Tod des Dichters Pietro Aretino (Смерть поэта Пьетро Аретино) авторства Ансельма Фейербаха

Смерть от смеха — редкое явление, при котором длительный и зачастую неконтролируемый смех является причиной наступления биологической смерти человека из-за остановки сердца или асфиксии.

## Патофизиология
Согласно научным исследованиям, патологический смех может быть следствием того или иного заболевания — например, инфаркта варолиева моста или продолговатого мозга. Кроме того, «смерть от смеха» может наступить не из-за смеха как такового, а вследствие получения при смехе травмы внутренних органов или обострения какого-либо уже имеющегося у человека заболевания мозга, мозжечка, сердца или других органов. Болезнь куру, которой страдают некоторые коренные жители Папуа-Новой Гвинеи, также может сопровождаться патологическим смехом.

## Примеры
- В IV веке до н. э. древнегреческий живописец Зевксис умер от смеха, рисуя Афродиту, по одной из версий, пожилая женщина, заказавшая эту картину, потребовала, чтобы именно она была натурщицей для роли Афродиты.
- В III веке до н. э. древнегреческий философ Хрисипп по одной из версий умер от смеха, увидев, как осёл ел его инжир, и пошутив, что теперь надо бы угостить его вином[10]. Похожий случай описан в книге Франсуа Рабле «Гаргантюа и Пантагрюэль»: «…слуга Филемона, чтобы его господин побольше выпил за обедом, принёс фиги, а сам пошёл за вином, но в это самое время в помещение забрался приблудный осёл и с блаженством принялся уничтожать разложенные фиги. Явился Филемон и, с любопытством понаблюдав за тем, как мило осёл уплетает фиги, сказал своему возвратившемуся слуге: „Коль скоро осёл перестал наслаждаться фигами, дай ему запить добрым вином, которое ты сейчас принёс“. Тут Филемон пришёл в необычайно весёлое расположение духа и разразился диким хохотом, и так долго он хохотал, что вследствие крайнего напряжения селезёнки дыхание у него пресеклось, и он скоропостижно скончался».
- В 1410 году умер король Мартин I Арагонский. Он смеялся так сильно, что умер от асфиксии[11].
- Смерть от смеха приписывается итальянскому писателю Возрождения Пьетро Аретино: по преданию, в 1556 году он умер от удушья, вызванного взрывом хохота[12].
- В 1660 году Томас Уркхарт, шотландский аристократ, эрудит и первый переводчик работ Франсуа Рабле на английский язык, как говорят, умер от смеха, услышав, что Карл II взошёл на трон[13][14].
- В 1782 году с некой миссис Фитцхерберт случилась истерика во время представления «Оперы нищего». Когда на сцене появился Чарльз Баннистер в роли скупщицы краденого Полли Пичем, она принялась смеяться столь громко, что её пришлось вывести из театра. Неконтролируемый смех продолжался всю ночь и следующий день и в итоге стал причиной смерти[15].
- 21 октября 1893 года, когда поэт Хулиан дель Касаль ужинал с друзьями, один из гостей рассказал анекдот, от которого у дель Касаля начался приступ неконтролируемого смеха, что вызвало расслоение аорты, кровотечение и скоропостижную смерть.
- 7 ноября 1893 года фермер Уэсли Парсонс смеялся до смерти после шутки, услышанной в Лореле, штат Индиана. Он смеялся в течение почти часа. Затем он умер через два часа после инцидента[16].
- 14 октября 1920 года 56-летний Артур Кобкрофт, дрессировщик собак с Лофтус-стрит, Лейххардт, Австралия, читал газету пятилетней давности и был удивлен ценами на некоторые товары в 1915 году по сравнению с 1920 годом. Он сделал замечание своей жене по этому поводу и расхохотался, и посреди этого он рухнул и умер. Был вызван врач по имени доктор Никсон, который заявил, что смерть наступила из-за сердечной недостаточности, вызванной чрезмерным смехом[17][18][19][20].
- Ночью 30 октября 1965 года в Маниле, Филиппины, 24-летний плотник, известный тем, что смешил своих товарищей, рассказывал анекдоты своим друзьям. Шутка, которую друзья плотника рассказали полиции, была настолько забавной, что вызвала у плотника приступ неудержимого смеха, от которого он затем потерял сознание, был доставлен в больницу, но скончался до того, как ему смогли оказать медицинскую помощь[21][22]. В книге Барта Кинга «Большая книга о мальчишеских вещах» этот инцидент описывается в анекдотической форме, когда плотнику вместо этого анекдот рассказали его друзья, а не он сам, и он «смеялся, пока не заплакал, не упал в обморок, а затем не умер».[23]
- 24 марта 1975 года Алекс Митчелл, 50-летний каменщик из города Кингс-Линн, Великобритания, умер от смеха во время просмотра эпизода телесериала The Goodies. После 45 минут непрерывного смеха Митчелл скончался от инфаркта миокарда. Его вдова позже выразила авторам The Goodies благодарность за то, что те сделали последние минуты его жизни столь приятными[24][25][26][27][28][29].
- В 1989 году датский врач Оле Бентсен умер во время просмотра кинокомедии «Рыбка по имени Ванда». Его пульс, по некоторым оценкам, достиг нескольких сотен ударов в минуту, после чего Бентсен скончался от сердечного приступа[30].
- По сообщениям, в Бангкоке в 2003 году развозчик мороженого умер, смеясь во сне. Он продолжал смеяться в течение двух минут, после которых его жена попыталась разбудить его. Вскрытие трупа показало, что он перенёс сердечный приступ, который привёл к смерти.